# 이중화 (독립운동가)
이중화(李重華, 1880년~?)는 한국의 독립운동가이다.

## 생애
1919년 1월경부터 러시아 유격대 대장 메리코 포스코의 통역으로서 간도의 이동휘(李東輝) 및 대한민국 임시정부 요원과 연락했다. 이후 김판이(金判伊)와 국내에서 독립운동 자금 모금 활동을 벌이다가 1921년 10월 21일에 대구경찰서 형사에게 체포되었다.